# Ford CVH
Ford CVH bezeichnet eine Motorenbaureihe von Ford, die 1980 mit dem neu entwickelten Ford Escort eingeführt wurde. Anfang der 1990er Jahre wurde der Motor nach und nach durch den neuen Zetec 16V ersetzt. In Europa wurde der Motor bis zur Markteinführung des Ford Focus 1998 eingesetzt, in Nordamerika wurde er in leicht veränderter Form bis 2004 im US-amerikanischen Focus verwendet.

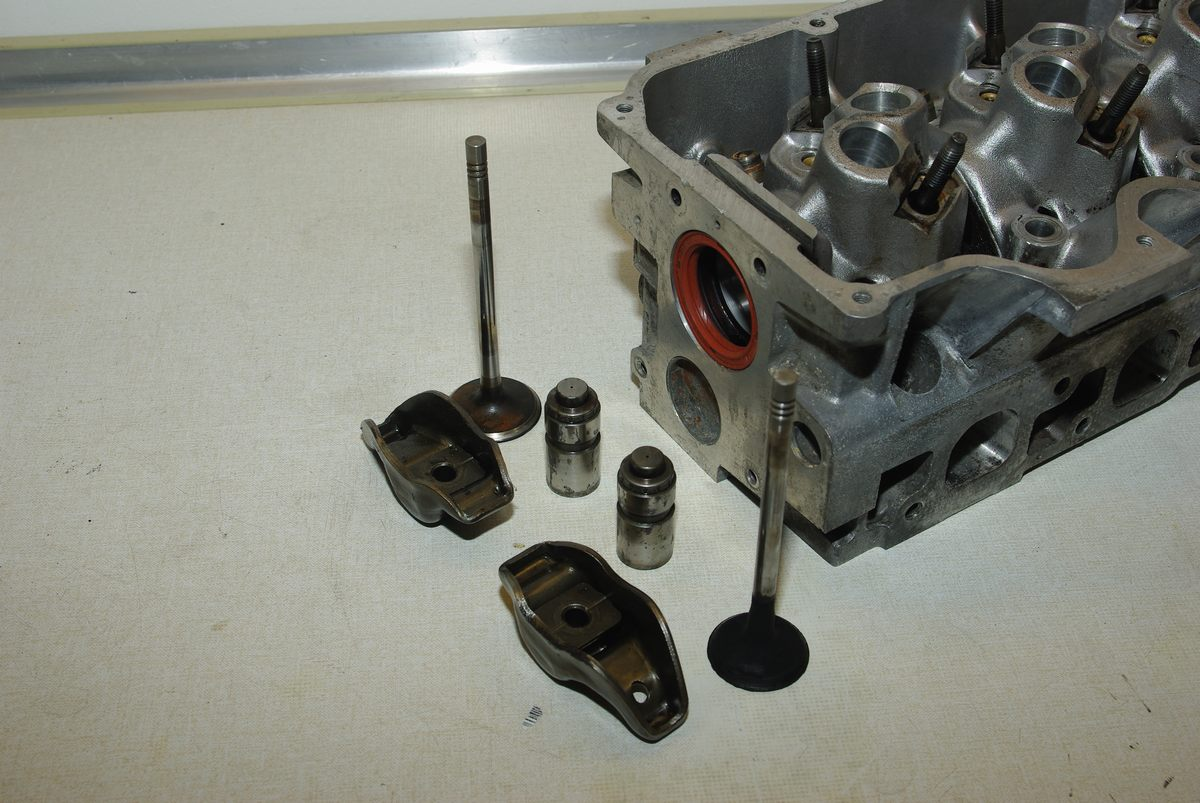
Zylinderkopf eines 1,6-Liter CVH mit Ventilen, Kipphebeln und Hydrostößeln

## Allgemeines
Der Ford CVH ist ein Viertakt-Reihenvierzylindermotor mit zwei Ventilen pro Zylinder. Der Block besteht aus grauem Gusseisen, der Zylinderkopf aus Aluminium. Die Abkürzung CVH steht für „Compound Valve Hemispherical“, „in zwei Ebenen V-förmig angeordnete Ventile im halbkugelförmigen Brennraum“. Der CVH hat eine obenliegende Nockenwelle, die Ventile werden über Hydrostößel und Kipphebel betätigt. Nur der Escort RS1600i verfügte über mechanische Stößel und im Ford Sierra kamen auch Rollenstößel zum Einsatz. Nockenwelle und Wasserpumpe werden über einen Zahnriemen angetrieben. Die Nebenaggregate wurden bei Einführung über einen Keilriemen angetrieben, dieser wurde in den 1990er Jahren durch einen Flachrippenriemen ersetzt.
Für den europäischen Markt war der Motor mit einem Hubraum von 1,1 bis 1,8 Litern erhältlich, für den amerikanischen Markt waren zusätzlich Versionen mit 1,9 und 2,0 Litern verfügbar.
Der Motor sollte bei seiner Einführung einen Großteil der wesentlich älteren Kent- und OHC-Motoren ablösen und wurde außer in den Modellen Escort und Orion in den Modellen Fiesta und Sierra eingeführt. Der Motor gilt als relativ langlebig und wartungsarm, sofern Öl- und Zahnriemenwechselintervalle eingehalten werden. Bauartbedingt unterliegen Nockenwelle und Ventilstößel einem relativ hohen Verschleiß, ab 100.000–150.000 km muss mit einem Austausch gerechnet werden. Dieser gestaltet sich allerdings bei diesem Motor vergleichsweise einfach. Kritisiert wurde der Motor wegen seiner starken Vibrationen, vor allem bei höheren Drehzahlen.
Durch seine Konstruktion erwies sich der Motor als äußerst geeignet für Tuningmaßnahmen und auch Leistungssteigerungen bis weit über 147 kW (200 PS) bei den Turbomodellen sind bei Verwendung entsprechender Komponenten möglich. Auch für die Hersteller von sog. „Kit-Cars“ war der Motor interessant, weil er kompakt war und in großer Stückzahl produziert wurde.

## 1,1 Liter
Der kleinste Motor der Baureihe war mit einer niedrigen Verdichtung von 8,5:1 als LC  (Low Compression) mit und als HC (High Compression) mit einer Verdichtung von 9,5:1 erhältlich. Der LC leistet 40 kW (55 PS) bei 6000 min−1 und gibt bei 4000 min−1 ein maximales Drehmoment von 80 Nm ab, der HC 43 kW (59 PS) und 84 Nm bei gleichen Drehzahlen. Der Hubraum von 1117 cm³ ergibt sich aus 73,96 mm Bohrung und 64,98 mm Hub. Das Gemisch bereitete ein Einfach-Gleichdruckvergaser von Ford auf. Dieser Motor war nur mit einem manuell zu schaltenden Viergang-Getriebe erhältlich und wurde aufgrund unbefriedigender Verbrauchswerte ab 1983 wieder durch den Valenciamotor mit 1,1 Litern Hubraum ersetzt.

## 1,3 Liter
Der CVH mit 1,3 Liter Hubraum wurde länger produziert als der kleinste Vertreter der Baureihe. Der Motor wurde auch noch im Fiesta ’84 eingesetzt, mit Einführung des Escort ‘86 im Februar 1986 jedoch in allen Fahrzeugen von Ford durch die 1,4-Liter-Variante ersetzt. Der Motor leistet in der Regel 51 kW (69 PS) bei 6000 min−1 und erreicht ein maximales Drehmoment von 100 Nm bei 4000 min−1. Der Hubraum von 1296 cm³ ergibt sich aus 79,96 mm Bohrung und 64,52 mm Hub. Dieser Motor war mit verschiedenen Vergasertypen erhältlich, unter anderem einem Einfach-Gleichdruckvergaser von Ford oder einem Registervergaser von Weber.

## 1,4 Liter

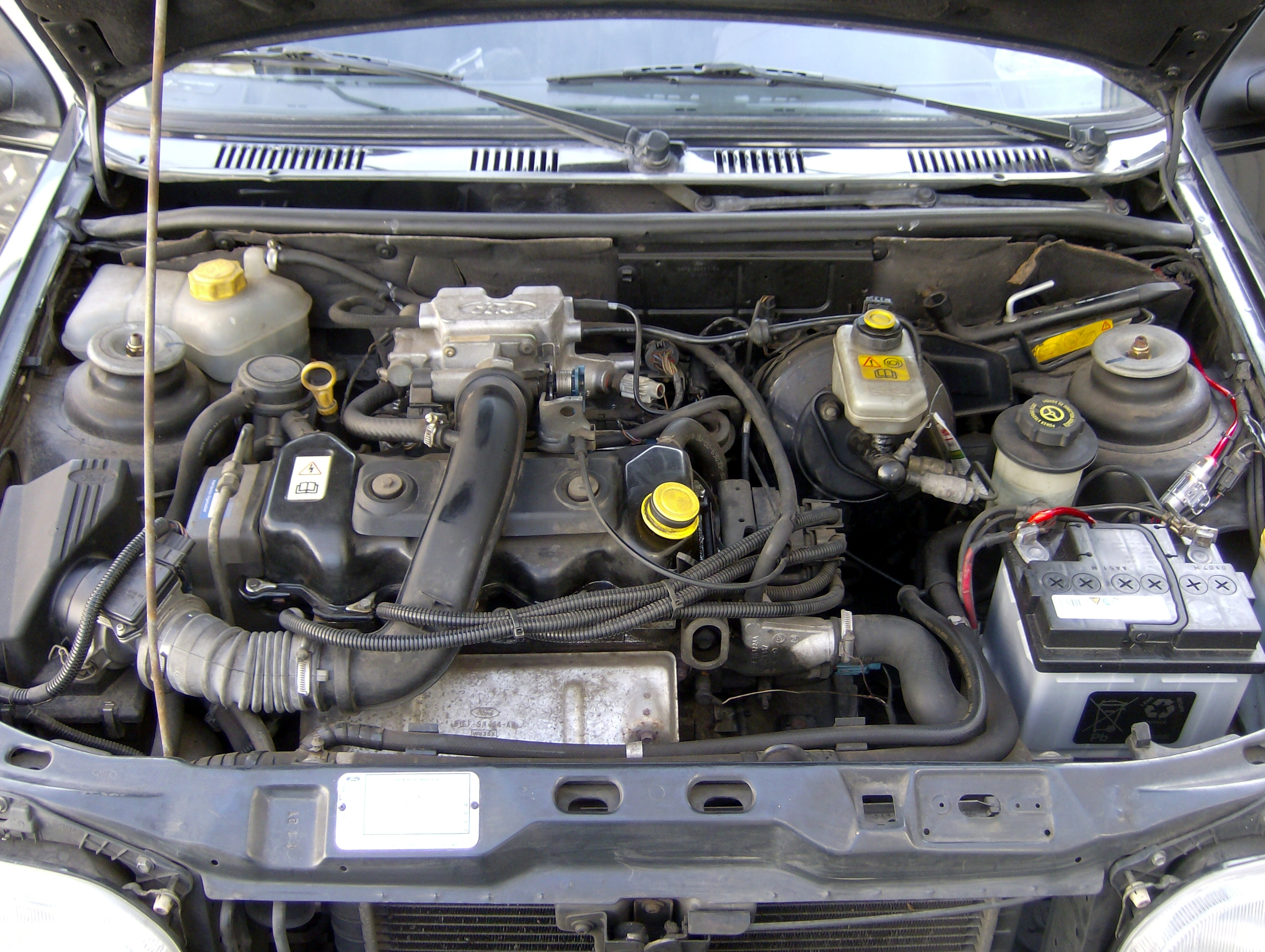
1,4-Liter-CVH in einem Fiesta '89

Im Februar 1986 ersetzte dieser Motor den CVH mit 1,3 Litern Hubraum. Der 1,4-Liter-Motor wurde wie der 1,1-Liter ebenfalls als LC- und HC-Variante angeboten. Er leistet um 55 kW (75 PS) bei 5600 min−1, das maximale Drehmoment von 109 Nm liegt bei 4000 min−1 an. Der Hubraum von 1392 cm³ ergibt sich aus 77,24 mm Bohrung und 74,30 mm Hub. Die Gemischaufbereitung erfolgt durch einen Registervergaser oder eine Zentraleinspritzung.

## 1,4 Liter PTE
Der PTE (auch: PT-E) ist eine überarbeitete Version des CVHs, der ab 1994 ausschließlich mit 1,4 Liter Hubraum in den Modellen Escort und Fiesta angeboten wurde. Der Motorblock wurde überarbeitet, um Geräusche und Vibrationen bei hohen Drehzahlen zu verringern. Das Gemisch erzeugt eine sequentielle Mehrpunkteinspritzung, dazu wurde der Zylinderkopf leicht geändert.

## 1,6 Liter

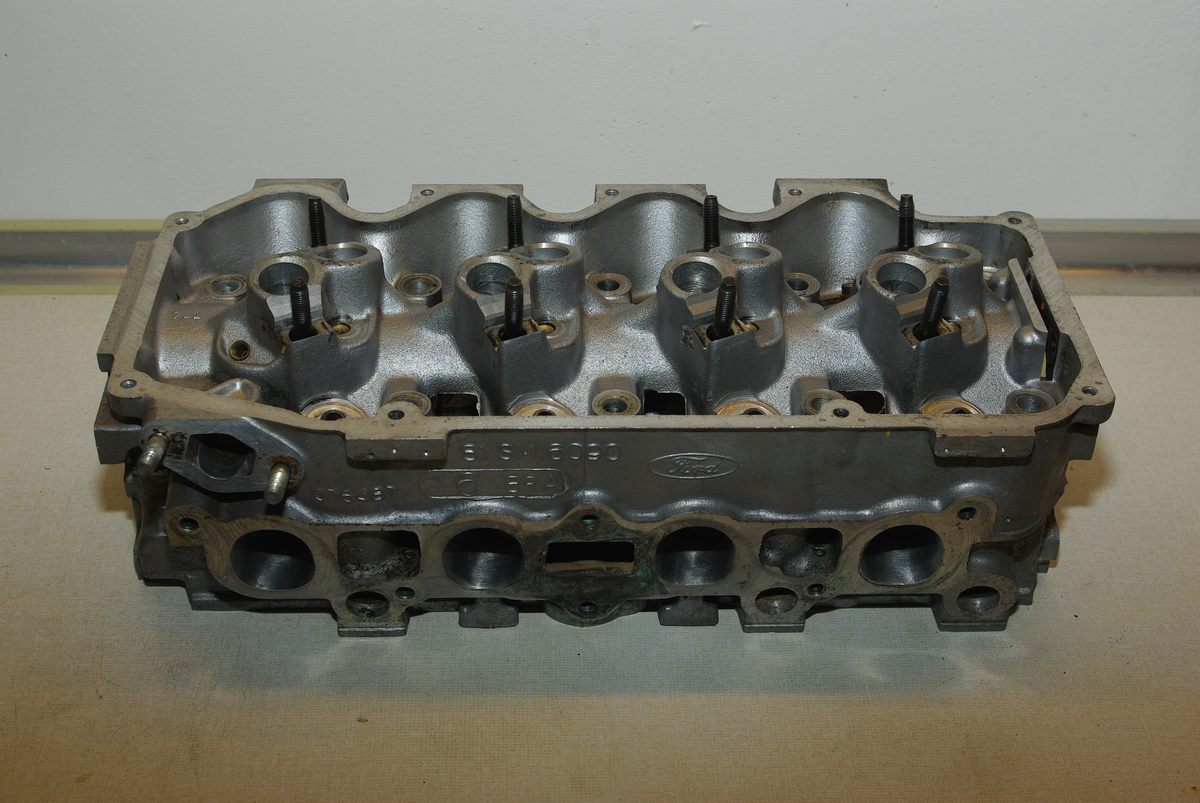
Zylinderkopf eines 1,6-Liter-CVH, Einlassseite

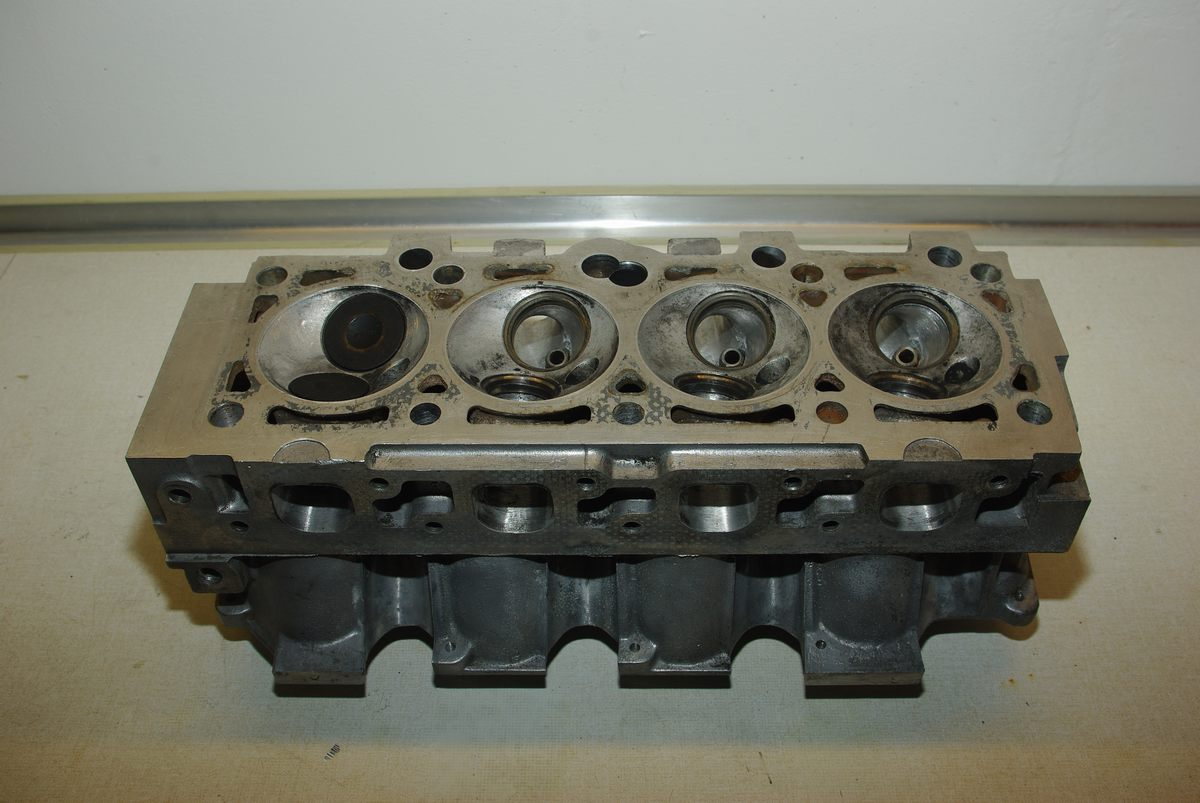
Zylinderkopf eines 1,6-Liter-CVH, Brennräume

Die 1,6-Liter-Variante war bereits mit Markteinführung des Escort mit 58 kW (79 PS) erhältlich. Bis Anfang der 1990er Jahre wurde dieser Motor jedoch hauptsächlich für die sportlichen XR und RS-Modelle verwendet. Der Hubraum von 1596 cm³ ergibt sich aus 79,96 mm Bohrung und 79,52 mm Hub. Der Kurbeltrieb ist bei allen Motoren gleich. Mit flacheren Kolben wird die Verdichtung bei Turbo- und MFI-Modellen mit G-Kat gesenkt. Bei den RSi- und EFI-Motoren wird die Verdichtung durch andere Kolben und/oder geänderte Brennräume erhöht. Der Motorblock ist bei allen Modellen gleich, Ausnahmen sind ein zusätzlicher Anschluss die Ölversorgung des Turboladers bei den Turbomodellen oder die Bohrung für einen OT-Geber bei den EFI-Modellen. Die Zylinderköpfe unterschieden sich dagegen in mehreren Details. Wenige Motoren sind sogenannte „lean-burn“-Varianten mit einem herzförmigen Brennraum. Dieser wurde unter anderem ab September 1986 im Fiesta XR2 eingesetzt, um bessere Abgaswerte zu erreichen. Bei den EFI-Motoren haben die Einlasskanäle zusätzliche Aussparungen, damit die Einspritzventile sauber auf die Einlassventile spritzen konnten. Bei den MFI-Modellen ragen die relativ langen und dünnen mechanischen Einspritzdüsen der Bosch K-Jetronic weit in den Einlasskanal, was eine zusätzliche Aussparung unnötig macht.
Ein CVH EFI wiegt trocken und ohne Kupplung 119 kg.

### RS1600i

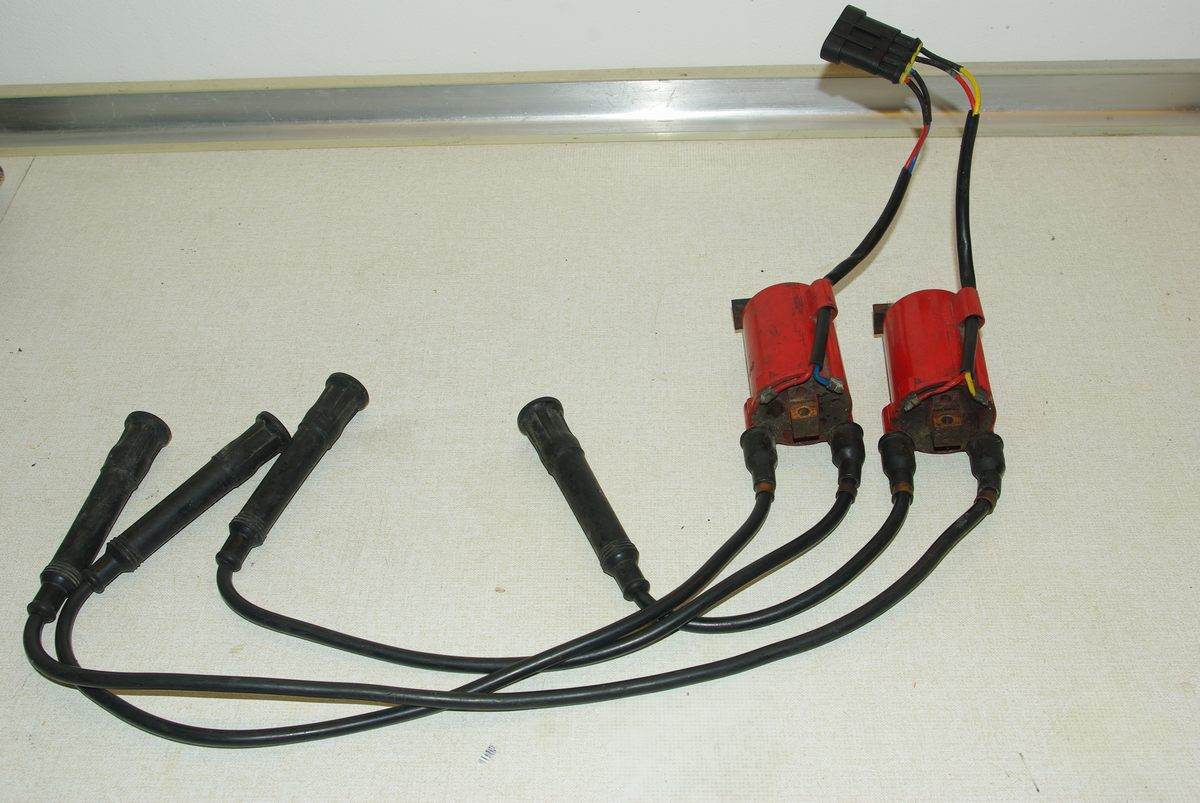
Zündspulen eines Escort RS1600i

Der Motor des Escort RS1600i unterscheidet sich in einigen wichtigen Details von den anderen 1,6-Liter-Motoren. Für den als Homologationsmodell entwickelten Escort wurde der Motorblock des Escort XR3 unverändert übernommen, der Zylinderkopf hingegen erfuhr zahlreiche Änderungen. Dieser hat größere, runde Auslasskanäle, ab Werk bearbeitete Ein- und Auslasskanäle, strömungsgünstigere Einlassventile, eine geänderte Nockenwelle mit 272 Grad und 110 Grad Spreizung und mechanische Ventilstößel. Außen wurde ein Ventildeckel mit Kühlrippen aus Aluminiumguss anstelle des Blechdeckels verwendet. Der Auspuffkrümmer ist strömungsgünstiger gestaltet, der Einlasskrümmer hat andere und längere Trichter und auch eine andere Form des Luftsammlers. Für ein besseres Ansprechverhalten erhielt der RS1600i die große Drosselklappe von den 2,8-Liter-Einspritzmotoren der Modelle Capri und Granada. Eine weitere Besonderheit dieses Motors ist die elektronische Kennfeldzündung, die in dieser Form von Ford erstmals verwendet wurde. Ein Unterdrucksensor dient der Lasterkennung, die Kurbelwellenstellung wird mit einem OT-Geber an der Unterseite des Getriebes aufgenommen. Dafür ist ausschließlich beim RS1600i ein Zahn des Anlasserzahnkranzes mit einem speziellen Metall beschichtet. Der Zündrechner stammt von AFT (Atlas Fahrzeugtechnik GmbH), die roten Doppelfunkenzündspulen von Prüfrex. Der Motor leistet gegenüber dem XR3i mit diesen Änderungen zusätzliche 7 kW (10 PS). Allerdings ist die Zündanlage etwas anfällig und viele Werkstätten waren mit dieser damals neuartigen Technik überfordert. Kundenfahrzeuge mit Zündungsproblemen wurden deshalb häufiger auf einen gewöhnlichen kontaktlosen Zündverteiler umgerüstet.

### RS Turbo
Im Oktober 1984 wurde auf dem Genfer Auto-Salon der erste Ford Escort RS Turbo vorgestellt und damit auch die leistungsstärkste Serienvariante eines CVH-Motors. Die Verdichtung des 1,6-Liter-Motors wurde mit Flachkolben von Mahle auf 8,3:1 gesenkt. Mit 0,5 bar Ladedruck, der von einem Garrett T3-Turbolader erzeugt wird, leistet der Motor 97 kW (132 PS). Die Einspritzanlage ist eine KE-Jetronic von Bosch. Wie auch im RS1600i ist dieser Motor mit einer elektronischen Kennfeldzündung ausgerüstet. Allerdings hat das ESC-II System (electronic spark control) weiterhin einen Zündverteiler, der durch einen Hallgeber das Drehzahlsignal für das Steuergerät erzeugt. Der Motor wurde auch im Escort der vierten Baureihe bis 1990 verwendet. Im Fiesta ‘89 war dieser Motor auch erhältlich, hier aber mit einer elektronischen EFI-Einspritzanlage, die fast unverändert vom XR2i/XR3i übernommen wurde. Wegen des engeren Motorraums im Fiesta und für ein besseres Ansprechverhalten wurde bei gleicher Nennleistung ein kleinerer Garrett T2-Lader eingebaut. Wie auch im Escort hat der Motor im Fiesta keinen Katalysator, weshalb der Fiesta RS Turbo in Deutschland nie angeboten wurde.
Die Turbomotoren bieten eine einfache Möglichkeit der Leistungssteigerung. Im Serienzustand sind die Motoren ohne größere Probleme mit bis zu 132 kW (180 PS) zu fahren. Dies lässt sich relativ einfach durch eine Umprogrammierung der Steuergeräte und einer Erhöhung des Ladedrucks bewerkstelligen. Bei mehr Leistung sollte allerdings in bessere Kolben und eine bessere Kühlung investiert werden. Sowohl KE-Jetronic als auch EFI sind für Leistungen bis ca. 184 kW (250 PS) geeignet. Bei mehr Leistung und mehr Hubraum kommen die Seriensysteme an ihre Grenzen.

### Technische Daten
| Typ:                 | CVH VV                           | CVH 2V                                              | CVH CFI                        | CVH MFI                                           | CVH MFI G-Kat                    | MFI Turbo                                | CVH EFI a                                                | CVH EFI G-Kat                                            | EFI Turbo a                   | RS1600i                   |
| -------------------- | -------------------------------- | --------------------------------------------------- | ------------------------------ | ------------------------------------------------- | -------------------------------- | ---------------------------------------- | -------------------------------------------------------- | -------------------------------------------------------- | ----------------------------- | ------------------------- |
| Motorkennbuchstabe:  | LPA, LP1, LP2, LP3               | LUA, LUB, LUC, LUD, LUG, LUH, LUJ, LUK              | L6B                            | LRA, LRB, LR1, LR2                                | L4B                              | LNA, LNB                                 | LJA, LJC, LJE                                            | LJB, LJD, LJF                                            | LHA                           | LUAE                      |
| Leistung kW (PS):    | 51–58 (70–79)                    | 65–71 (88–96)                                       | 59 (80)                        | 77 (105)                                          | 66 (90)                          | 97 (132)                                 | 79–81 (108–110)                                          | 75–77 (102–105)                                          | 96 (130)                      | 85 (115)                  |
| bei min−1:           | 5800                             | 6000                                                | 6000                           | 6000                                              | 6000                             | 6000                                     | 6000                                                     | 6000                                                     | 6000                          | 5750                      |
| Drehmoment Nm:       | 125                              | 132,5                                               | 128                            | 138                                               | 126                              | 180                                      | 135                                                      | 132                                                      | 180                           | 145                       |
| bei min−1:           | 3000                             | 4000                                                | 3300                           | 4800                                              | 3300                             | 3000                                     | 2800                                                     | 2800                                                     | 3000                          | 4500                      |
| Verdichtung:         | 9,5:1                            | 9,5:1                                               | 9,5:1                          | 9,5:1                                             | 8,5:1                            | 8,3:1                                    | 9,75:1                                                   | 9,75:1                                                   | 8,3:1                         | 9,9:1                     |
| Gemischaufbereitung: | Einfach-Gleichdruckvergaser      | Weber Registervergaser                              | Ford CFI (Zentraleinspritzung) | Bosch K-Jetronic                                  | Bosch KE-Jetronic                | Bosch KE-Jetronic, Garrett T3 Turbolader | Ford EFI (EEC-IV)                                        | Ford EFI (EEC-IV)                                        | Ford EFI, Garrett T2 Turbo    | Bosch K-Jetronic          |
| Zündung:             | kontaktlose Zündung              | kontaktlose Zündung XR2 1984–1986: ESC c            | kontaktlose Zündung            | kontaktlose Zündung                               | ESC-II c                         | ESC-II c                                 | E-DIS-4 d Doppelfunkenzündung                            | E-DIS-4 d Doppelfunkenzündung                            | E-DIS-4 d Doppelfunkenzündung | AFT e Doppelfunkenzündung |
| Verwendung:          | Escort 1981–1986 Orion 1983–1985 | Fiesta XR2 84–1988 Escort XR3, Escort 1.6 Orion 1.6 | Sierra 1.6                     | Escort XR3i 1982–1989 Orion injection, Orion 1.6i | Escort XR3i 1985–1990 Orion 1.6i | Escort RS Turbo 1985–1990                | Fiesta XR2i 8V Escort XR3i 8V ab 1990 Orion 1.6i ab 1990 | Fiesta XR2i 8V Escort XR3i 8V ab 1990 Orion 1.6i ab 1990 | Fiesta RS Turbo               | Escort RS1600i            |

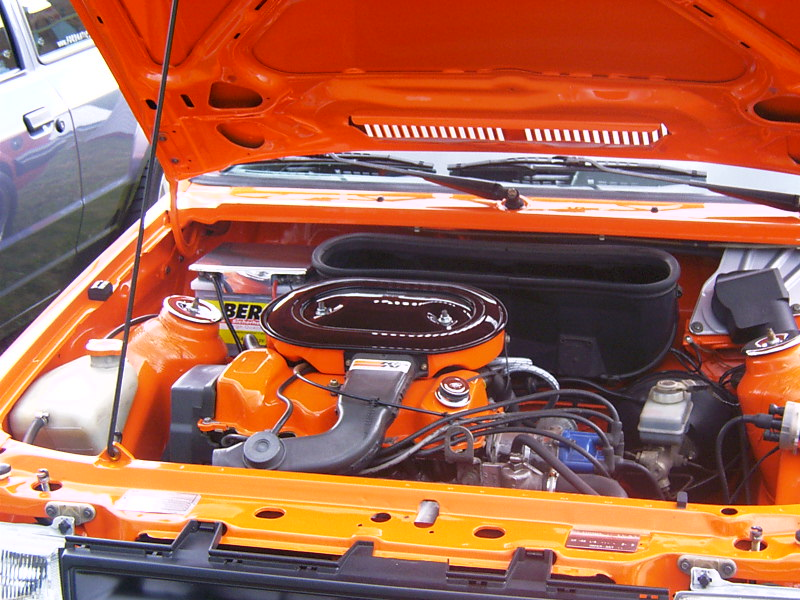
XR3-Motor in einem Escort ’81
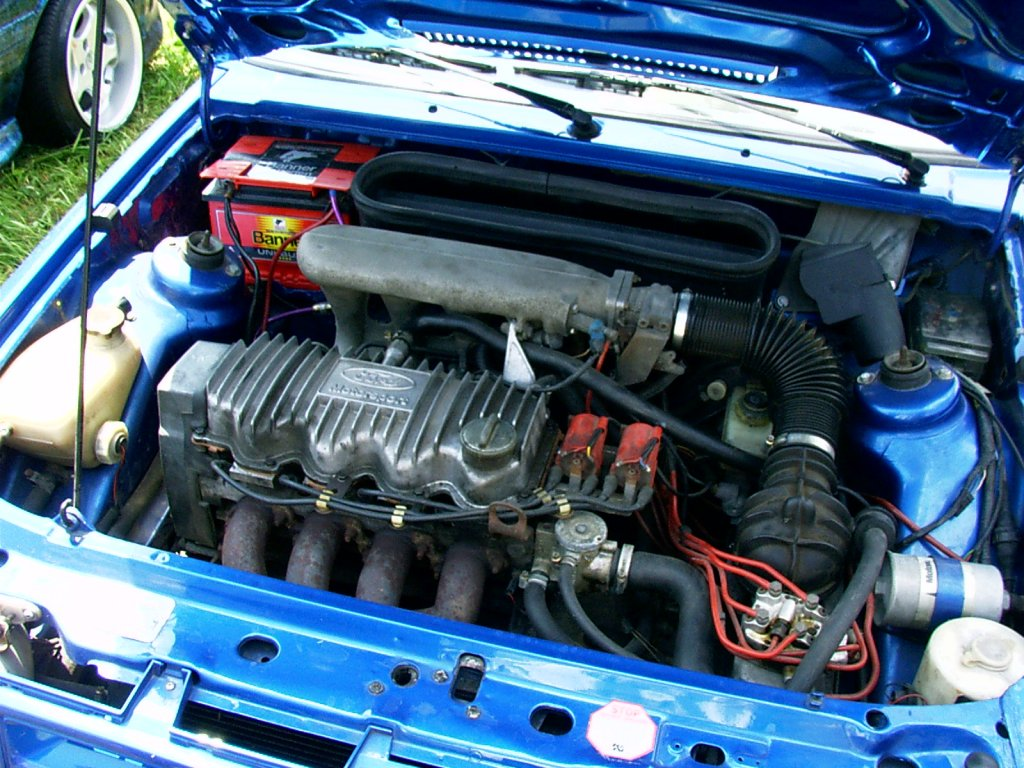
Motor in einem Escort RS1600i
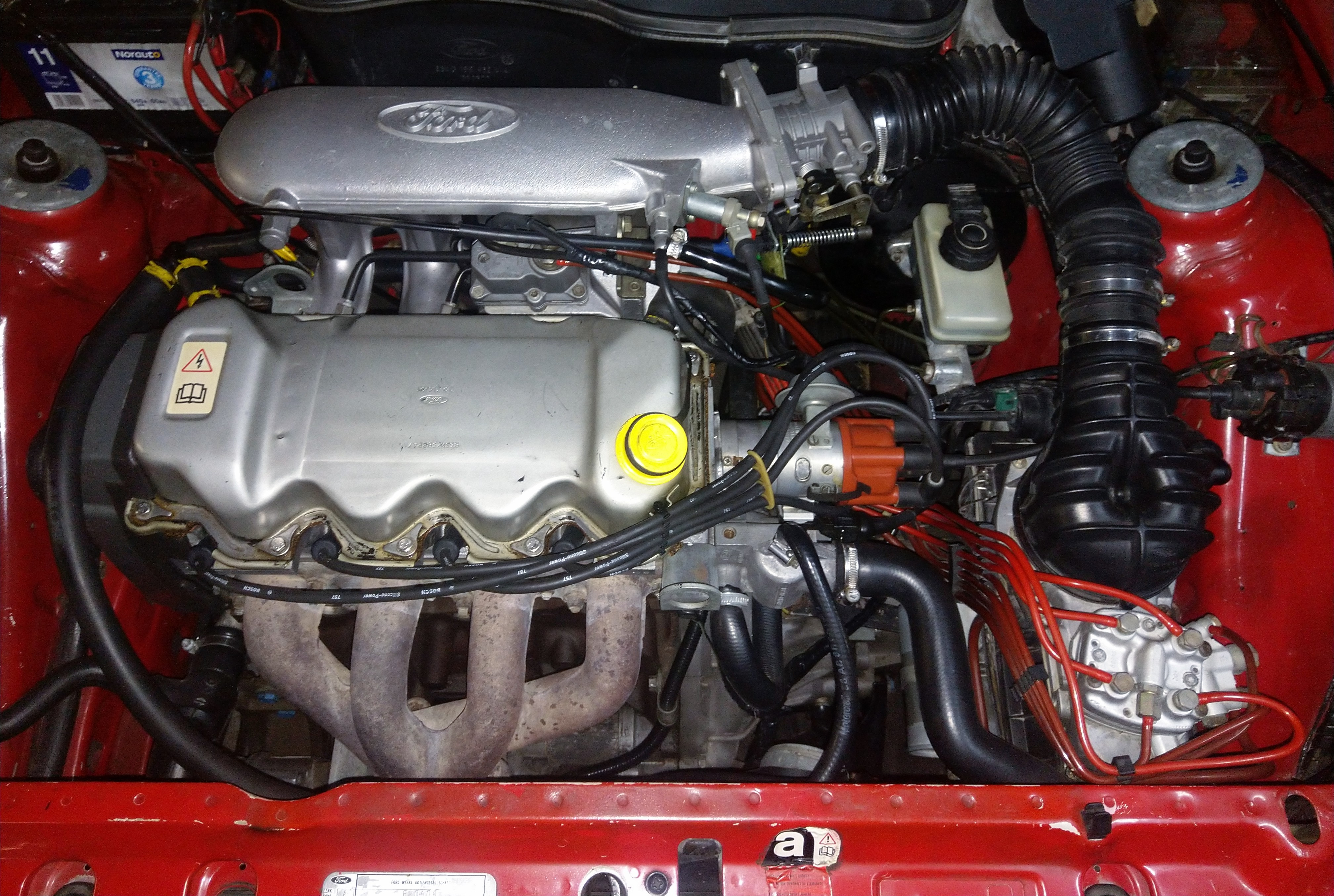
Motor in einem Escort XR3i
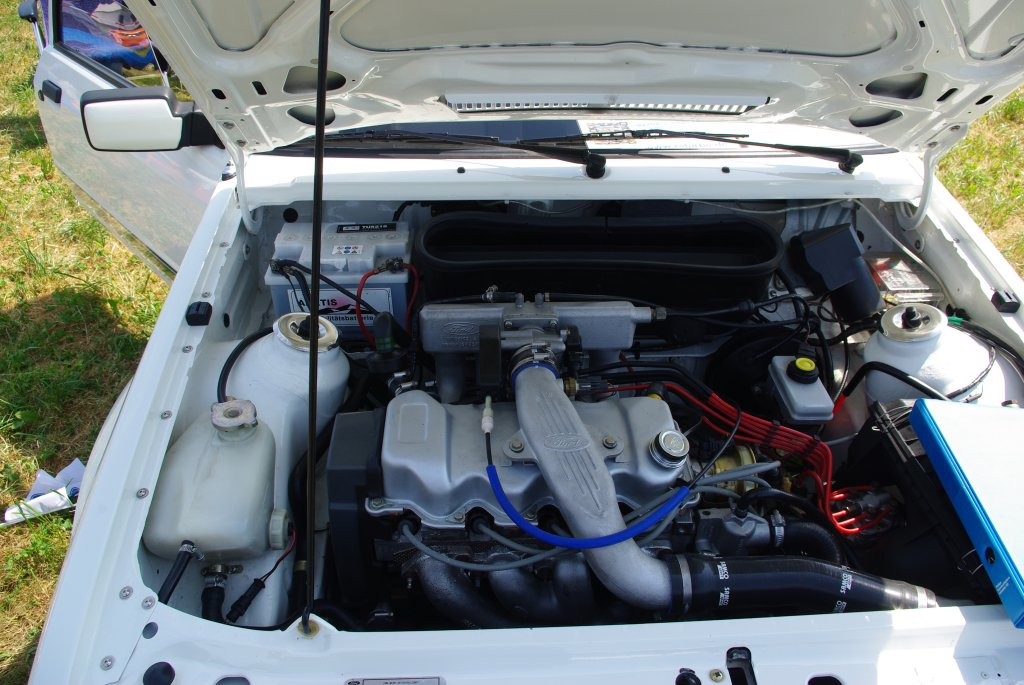
Motor in einem Escort RS Turbo S1
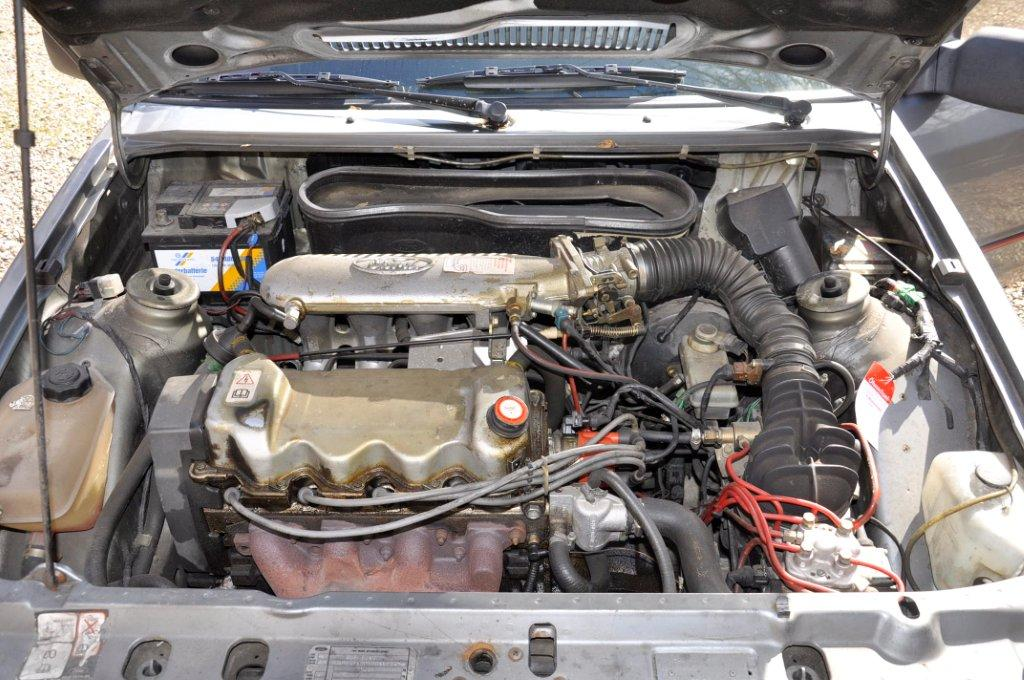
XR3i-Motor mit KE-Jetronic
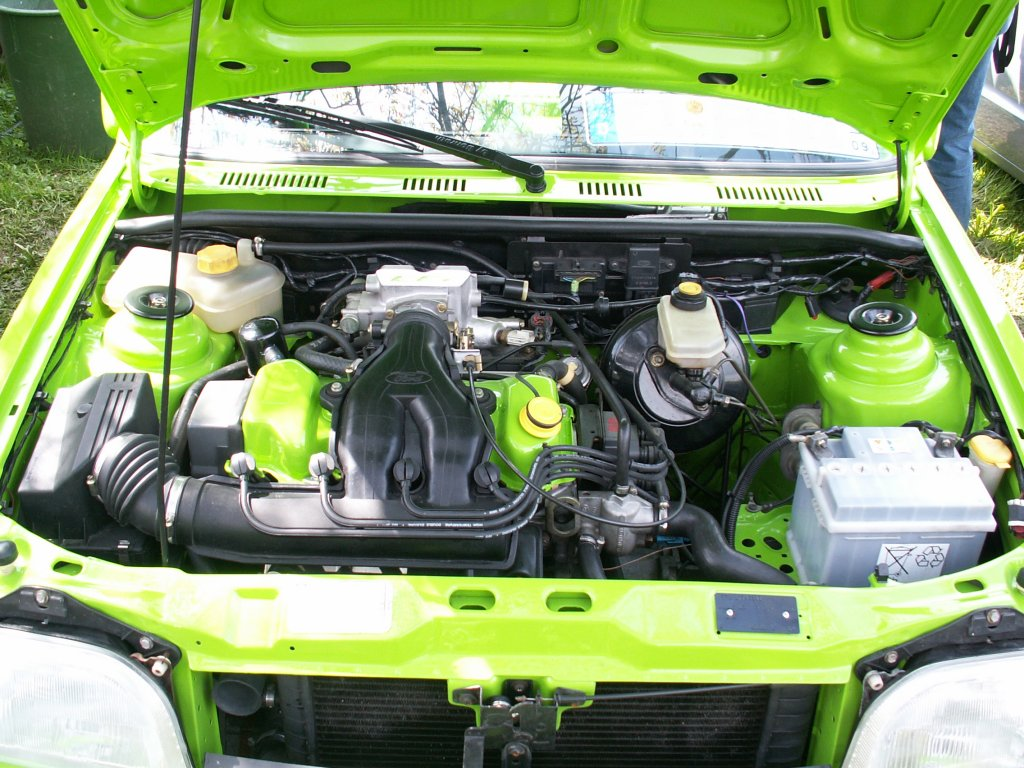
EFI-Motor in einem Fiesta XR2i

## 1,8 Liter
Dieser Motor wurde ausschließlich im Ford Sierra verbaut. Die Bohrung war identisch mit der vom 1,6-Liter-Modell, durch eine andere Kurbelwelle mit einem Hub von 88 mm wurde der Hubraum entsprechend erhöht. Der Motor im Sierra war der einzige CVH, der mit Rollenstößeln mit einem hydraulischen Ventilspielausgleich ausgerüstet war. Trotz des größeren Hubraums brachte es der Motor lediglich auf 65 kW (88 PS). Die Kurbelwelle dieses Motors war auch die Basis für diverse Tuningmaßnahmen. Mit ihrer Hilfe und anderen Kolben wurde der Hubraum bei den 1,6-Liter-Motoren der XR- und Turbomodelle auf rund 1,9 Liter erhöht.

## 1,9 Liter

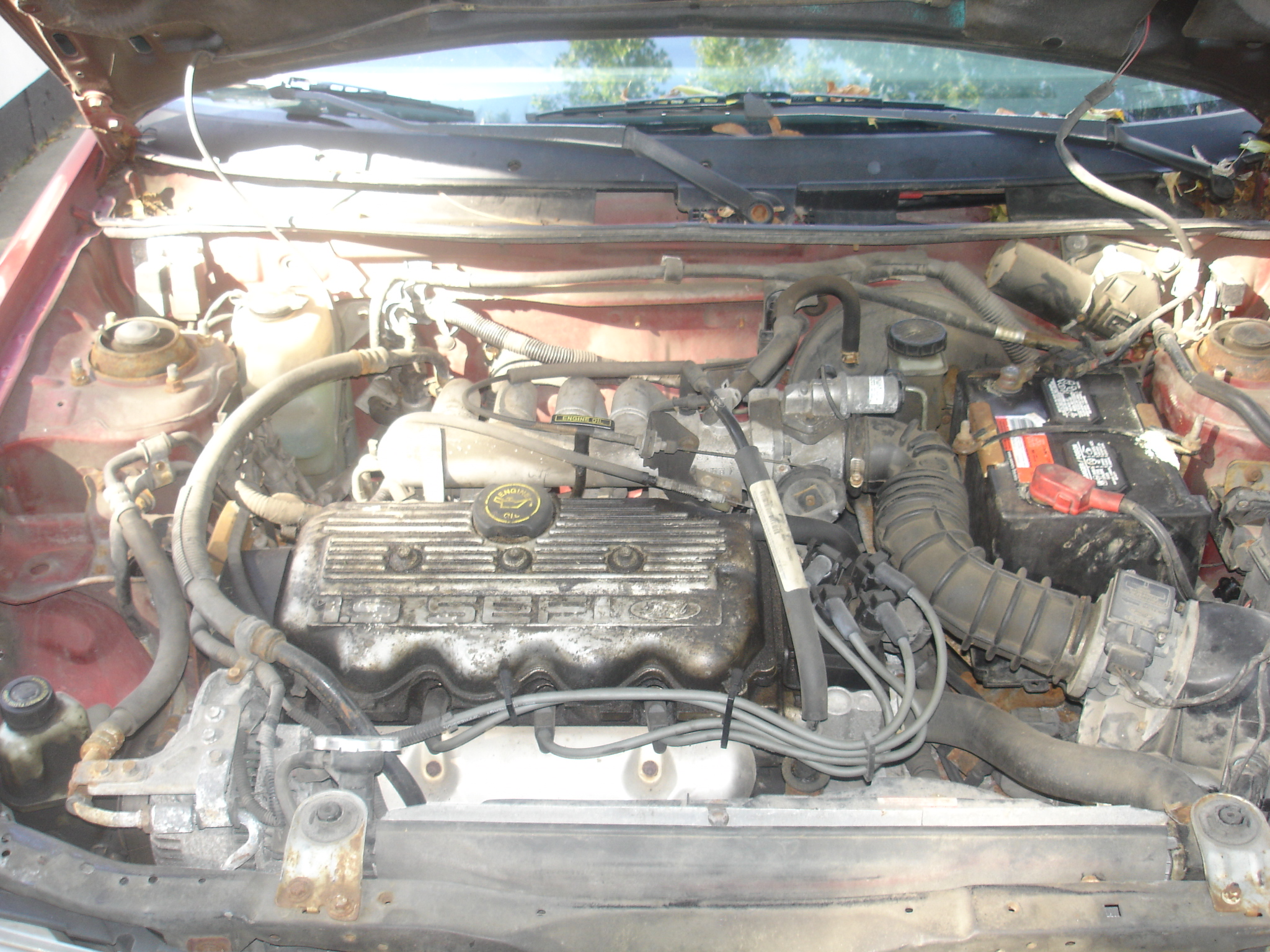
1,9-Liter-CVH in einem nordamerikanischen Ford Escort

Für den amerikanischen Markt wurde der Escort mit einem CVH-Motor mit 1,9 Liter Hubraum ausgestattet. Die Bohrung beträgt 82 mm und der Hub 88 mm. Der Motor erreichte 64 kW (87 PS) und 140 Nm mit Vergaser und 67 kW (91 PS) mit Einspritzanlage. Im Escort GT erreichte der Motor 81 kW (110 PS) und 155 Nm. 1991 erhielt der Motor eine vollsequentielle Einspritzanlage und einen neuen Ventildeckel, die Leistung betrug nun 66 kW (90 PS).

## 2,0 Liter
Der größte Serienhubraum eines CVH wurde durch größere Zylinder als in der 1,9-Liter-Variante erreicht. Der Hub blieb mit 88 mm unverändert, die Bohrung wurde auf 84,8 mm erhöht. Dieser Motor gilt als der laufruhigste aller CVH-Motoren und war ebenfalls in Europa nicht erhältlich. Im Jahr 2004 wurde mit Vorstellung des neuen Ford Focus die Produktion des CVH endgültig eingestellt.

## Verwendung (Europa)
| Typ          | Hubraum   | Leistung            | Fiesta ’84 | Fiesta ’89 | Escort ’81 | Orion ’83 | Escort ’86 | Orion ’86 | Escort ’91 | Orion ’91 | Sierra ’86 | Sierra '90 |
| ------------ | --------- | ------------------- | ---------- | ---------- | ---------- | --------- | ---------- | --------- | ---------- | --------- | ---------- | ---------- |
| 1,1 LC       | 1.117 cm³ | 40 kW/55 PS         |            |            | X          |           |            |           |            |           |            |            |
| 1,1 HC       | 1.117 cm³ | 37–43 kW/50–59 PS   |            |            | X          |           |            |           |            |           |            |            |
| 1,3          | 1.296 cm³ | 51 kW/69 PS         | X          |            | X          | X         |            |           |            |           |            |            |
| 1,4 LC       | 1.392 cm³ | 52–54 kW/71–73 PS   | X          | X          |            |           | X          | X         | X          | X         |            |            |
| 1,4 HC       | 1.392 cm³ | 51–55 kW/70–75 PS   | X          | X          |            |           | X          | X         |            |           |            |            |
| 1,6 LC FI    | 1.596 cm³ | 66 kW/90 PS         |            |            | X          | X         | X          | X         |            |           |            |            |
| 1,6 HC VV    | 1.596 cm³ | 58 kW/79 PS         | X          |            | X          | X         | X          |           |            |           |            |            |
| 1,6 HC 2V    | 1.596 cm³ | 65–71 kW/88–97 PS   | X          | X          | X          |           | X          | X         | X          | X         |            |            |
| 1,6 HC FI    | 1.596 cm³ | 77 kW/105 PS        |            |            | X          | X         | X          | X         |            |           |            |            |
| 1,6 HC CFI   | 1.596 cm³ | 59 kW/80 PS         |            |            |            |           |            |           |            |           | X          | X          |
| 1,6 HC EFI   | 1.596 cm³ | 75–81 kW/102–110 PS |            | X          |            |           | X          | X         | X          | X         |            |            |
| 1,6 HC Turbo | 1.596 cm³ | 96–97 kW/130–132 PS |            | X          | X          |           | X          |           |            |           |            |            |
| 1,8 HC 2V    | 1.796 cm³ | 64–66 kW/87–90 PS   |            |            |            |           |            |           |            |           | X          |            |
| 1,8 HC CFI   | 1.796 cm² | 64 kW/87 PS         |            |            |            |           |            |           |            |           |            | X          |

Abkürzungen
- LC: low compression, niedrig verdichtet
- HC: high compression, hoch verdichtet
- VV: variable venturi, Ford Vergaser
- 2V: Weber Doppelvergaser
- FI: fuel injection, mechanische Kraftstoffeinspritzung. Bei HC-Modellen: Bosch K-Jetronic, bei LC-Modellen: Bosch KE-Jetronic
- CFI: central fuel injection, zentrale Kraftstoffeinspritzung
- EFI: electronic fuel injection, elektronisch geregelte Ford Kraftstoffeinspritzung (multi point)

## Weitere Verwendung
Der britische Autohersteller Reliant verwendete den CVH im Reliant Scimitar SS.
Aufgrund der kompakten Bauweise und der großen Verbreitung dieses Motors wurde der CVH zudem in vielen Kit Cars verbaut.

## Modifikationen

### Schrick 16V
1982 wurde von der Firma Dr. Schrick GmbH, heute AVL Schrick in Eigenregie ein mehrteiliger Zylinderkopf für den CVH mit 1,6 Litern Hubraum entwickelt. Für jede der beiden obenliegenden Nockenwellen gab es einen eigenen Träger („Cam-Carrier“), der mit dem Unterteil des Zylinderkopfes verschraubt wurde. Jeder Nockenwellenträger hatte einen eigenen Ventildeckel. Die Prototypen leisteten mit dem Ansaugkrümmer des RS1600i-Motors, einem Rohr-Abgaskrümmer und angepasster Zündung 99 kW (135 PS).
Im Gegensatz zu dem 16V-Zylinderkopf, den Cosworth für den Cosworth YB entwickelte und den Ford im Hinblick auf Motorsportaktivitäten übernahm (Ford Sierra RS Cosworth, Escort RS Cosworth) ging der Schrick-Zylinderkopf nie in Serie. Mögliche Gründe hierfür sind, dass Ford für den CVH kein größeres Potential im Rennsport sah und für die Massenfertigung eine einfachere und günstigere Konstruktion bevorzugte. Eine andere Möglichkeit ist, dass sich das Design des Zylinderkopfes bei der Auswahl der Technik für den neuen Zetec-Motor nicht gegen die anderen Vorschläge durchsetzen konnte. Mit Einführung des Zetec-Motors gab Schrick das Projekt endgültig auf.

### ZVH
Bei Leistungssteigerungen werden oft Hubraumvergrößerungen vorgenommen. So wurde von einigen Firmen (unter anderem Hurricane Racing Engines aus den Niederlanden, deren Produkte von Ford Richter vertrieben wurden) für den 1,6-Liter-CVH-Motor eine Hubraumerhöhung auf knapp 1,9 Liter angeboten. Dabei wurde die Kurbelwelle des 1,8-Liter-CVH aus dem Sierra mit anderen Kolben verwendet. Der Block wurde dazu von knapp 80 mm auf etwa 82,5 mm aufgebohrt. Dies führte allerdings durch die dünnen Zylinderwände zu einer größeren Anzahl an Motorschäden bei diesen Motoren. Um dieses Problem zu umgehen, fanden Tüftler aus Großbritannien gegen Ende der 1990er Jahre eine einfache wie auch effektive Lösung. Sie machten sich die Tatsache zunutze, dass der neue Zetec-E-Motor eine direkte Weiterentwicklung des CVH war und so die Position der Zylinder, der Wasser- und Ölkanäle und der Zylinderkopfschrauben bei diesen Motoren identisch waren.
Moderne, frei programmierbare Einspritzanlagen waren zu dieser Zeit noch teuer und aufwändig zu bedienen und so wurden durch die Kombination der beiden Motoren sowohl die Problematik eines haltbaren Motorblocks als auch der Anpassung vorhandener Serienkomponenten an einen anderen Zylinderkopf gelöst. So wurde vorrangig bei den Turbomotoren des Escort RS der Zylinderkopf samt Einspritzanlage, Zündverteiler und Abgaskrümmer mit Turbolader beibehalten und mit einem Zetec-Block kombiniert. Die Verwendung sowohl der 1,8- als auch der 2,0-Liter-Blöcke war dabei möglich, mit entsprechenden Kolben wurde ein Hubraum von bis zu 2.100 cm³ erreicht. Je nach Kombination konnte der Block auch mit Serienkolben verwendet werden, was die Kosten weiter reduzierte. Am Block selbst mussten nur kleine Anpassungen wie z. B. ein Adapter für die Wasserpumpe des CVH vorgenommen werden. Die Anpassung der KE-Jetronic des Escort RS Turbo und der EFI-Einspritzanlage des Fiesta RS Turbo an den größeren Hubraum war durch einen zusätzlichen Chip oder das Aufspielen anderer Kennfelder relativ einfach zu bewerkstelligen. Da frei programmierbare Einspritzanlagen heute zu erschwinglichen Preisen angeboten werden, verliert der ZVH zunehmend an Bedeutung.
Die Bezeichnung ZVH setzt sich aus Zetec und CVH zusammen.